# Hérimoncourt
Hérimoncourt är en kommun i departementet Doubs i regionen Bourgogne-Franche-Comté i östra Frankrike. Kommunen ligger i kantonen Hérimoncourt som tillhör arrondissementet Montbéliard. År 2022 hade Hérimoncourt 3 530 invånare.

## Befolkningsutveckling
Antalet invånare i kommunen Hérimoncourt
Referens:INSEE